# Tenjouonoun
Tenjouonoun est un village du Cameroun situé dans le département du Noun et la Région de l'Ouest, sur la rive gauche du Noun. Il fait partie de l'arrondissement de Foumbot.

## Population
En 1967, la localité comptait 541 habitants, principalement Bamiléké et Bamoun. Lors du recensement de 2005, on y a dénombré 770 personnes.

## Infrastructures
Tenjouonoun dispose d'une école publique, d'un centre de santé, d'un poste agricole et d'un marché tous les quatre jours.